# Chrysolina lepida
Chrysolina lepida é uma espécie de inseto pertencente à família Chrysomelidae.